# Rómulo Bogliolo
Rómulo Bogliolo (Buenos Aires, 8 de febrero de 1894-Buenos Aires, 22 de marzo de 1969) fue un economista, contador, legislador, periodista y político argentino que tuvo una destacada actuación dentro del Partido Socialista, por el que fue diputado nacional en dos ocasiones (1932-1936 y 1942-1943). 

## Biografía
Rómulo Bogliolo nació en la Capital Federal el 8 de febrero de 1894 en el seno de una familia de origen italiano, siendo hijo de Francisco Bogliolo y Juana María Pigni.
Bogliolo fue electo concejal de la Capital Federal en 1928, mandato que no pudo completar debido al golpe de Estado del 6 de septiembre de 1930 y el posterior cierre del Consejo Deliberante. En 1931 fue electo diputado nacional por la Capital Federal en representación del Partido Socialista, con mandato hasta 1936. En 1942 fue nuevamente electo diputado nacional, pero esta vez no pudo completar su mandato debido al golpe de Estado del 4 de junio de 1943.
A finales de 1945 y principios de 1946, Bogliolo apoyó a la Unión Democrática en contra de la candidatura de Juan Domingo Perón. Fue candidato a diputado nacional por la Capital Federal pero no fue electo.
En 1958, Bogliolo acompañó a Américo Ghioldi y Nicolás Repetto en la fundación del Partido Socialista Democrático, que representaba al sector más radicalmente antiperonista del partido y que apuntaban a la construcción de un socialismo liberal. 
Bogliolo falleció en la Capital Federal el 22 de marzo de 1969, a los 75 años de edad.

## Obras
- Las ideas democráticas y socialistas de Esteban Echeverría[3] (1931).
- Elementos de política monetaria (1931).
- La economía colectiva (1932).
- Temas socialistas (1933).
- Los socialistas, los gastos públicos, las cuestiones impositivas. Las deudas del estado y la moneda argentina (1942).
- Hacia una economía socialista (1945).
- Socialismo, libertad, dirección. Réplica al profesor Hayek (1946).
- Tácticas y polémicas (1947).
- Política monetaria y financiera (1949).
- La moneda y los problemas económicos (1950).
- El problema de nuestra época. ¿Marchamos fatalmente hacia el socialismo? (1951).
- Cuando el Estado gasta (1951).